# Gustavo Marzi
Gustavo Marzi (* 25. listopadu 1908 Livorno – 14. listopadu 1966 Terst, Itálie) byl italský sportovní šermíř, který kombinoval šerm šavlí a fleretem.
Itálii reprezentoval ve dvacátých a třicátých letech. Na olympijských hrách startoval v roce 1928, 1932 a 1936 v soutěži jednotlivců a družstev v šermu šavlí a fleretem. V soutěži jednotlivců získal na olympijských hrách v šermu fleretem jednu zlatou (1932) a v šermu šavlí jednu stříbrnou (1936) olympijskou medaili. V roce 1937 získal titul mistra světa v soutěži jednotlivců v šermu fleretem. S italským družstvem fleretistů vybojoval zlatou (1936) a stříbrnou (1932) olympijskou medaili a s družstvem šavlistů vybojoval tři stříbrné (1928, 1932, 1936) olympijské medaile. S družstvem fleretistů vybojoval dva tituly (1937, 1938) mistrů světa a s družstvem šavlistů jeden titul (1938) a jedno druhé místo (1938) na mistrovství světa.